# Dionisio Buñuel Gutiérrez
Dionisio Buñuel Gutiérrez (Sevilla, 27 december 1963) is een hedendaags Spaans componist, muziekpedagoog en dirigent.
Naar zijn muziekstudie werd hij professor voor solfège aan de Academia de "Las Cigarreras" de Sevilla. Eveneens is hij dirigent van de Banda de Cornetas y Tambores «Nuestra Señora de la Victoria» "Las Cigarreras" de Sevilla en van de Banda de Cornetas y Tambores Centuria Romana de Nuestro Padre Jesús Nazareno de Marchena, bij Sevilla. 
Als componist schreef hij een aantal marcha's cristianas voor de Banda de Música (harmonieorkest).

## Composities

### Werken voor banda (harmonieorkest)
- 1990 Resignación
- 1991 Maestro
- 1993 Bendícenos Jesús
- 1996 Madrugá Sevillana